# Coptops humerosus
Coptops humerosus är en skalbaggsart som beskrevs av Leon Fairmaire 1871. Coptops humerosus ingår i släktet Coptops och familjen långhorningar.
Artens utbredningsområde är:
- Madagaskar.
- Seychellerna.

Inga underarter finns listade i Catalogue of Life.